# XXXIII Reunião Ordinária do Conselho do Mercado Comum
A XXXIII Reunião Ordinária do Conselho do Mercado Comum ocorreu em junho de 2007, na cidade de Assunção.

## Participantes
Representando os estados-membros
- Luiz Inácio Lula da Silva
- Néstor Kirchner
- Tabaré Vázquez
- Nicanor Duarte

## Decisões
A reunião produziu 24 decisões.